# Château d'Arguel
Le château d'Arguel est un château fort du Moyen Âge dont les vestiges se dressent sur la commune de Fontain dans le département français du Doubs et la région Bourgogne-Franche-Comté.

## Situation
Le château s'élevait sur la crête rocheuse qui domine, coté est, le village d'Arguel et, coté ouest, la vallée du Doubs de plus de 250 m en rive gauche.

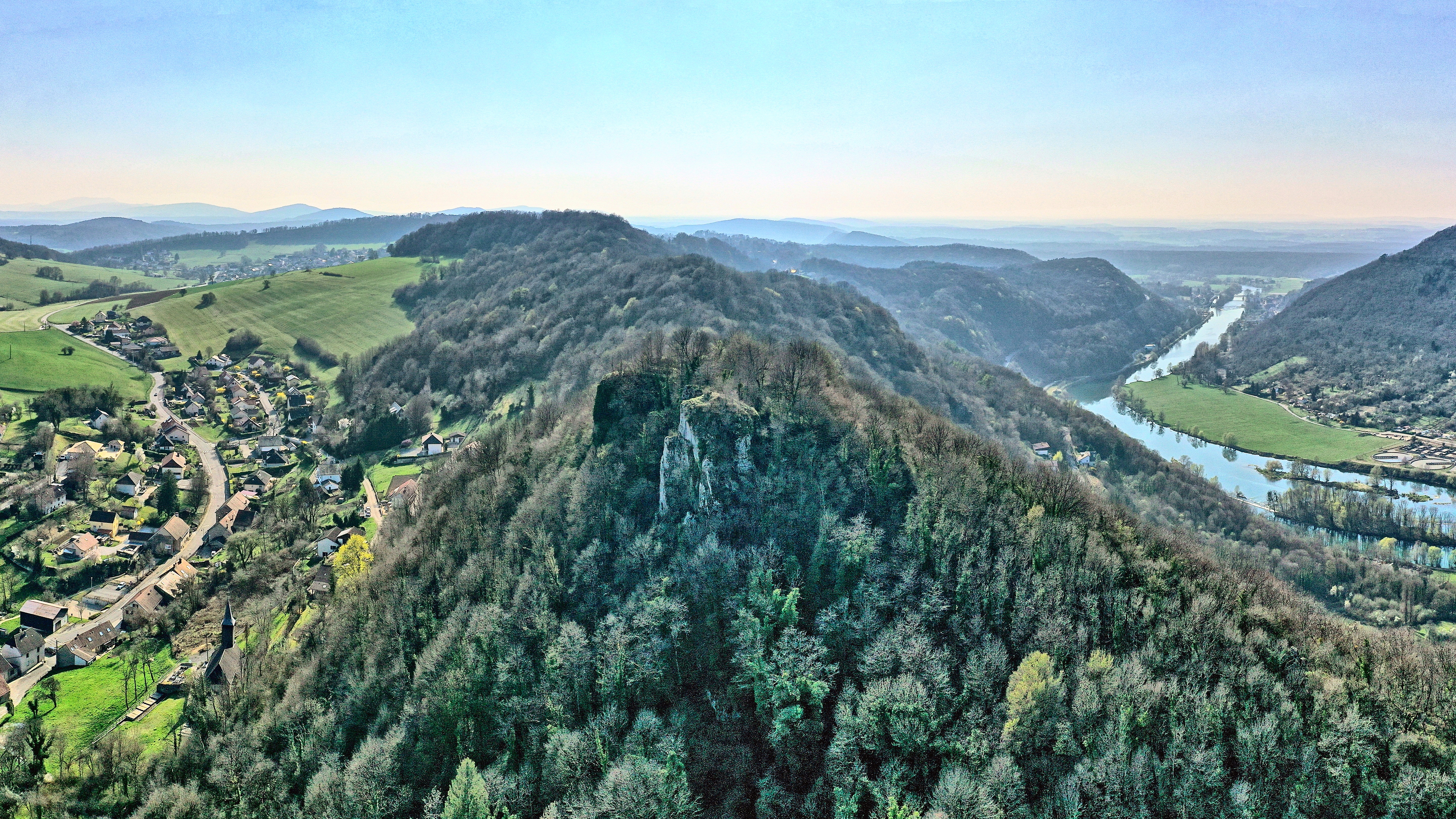
Emplacement de l'ancien château au-dessus du Doubs.

## Histoire
La forteresse est édifiée à partir au XIe siècle par les premiers seigneurs d'Arguel. 
Pendant deux siècles, les seigneurs d’Arguel se succèdent et prennent part à tous les litiges qui animent la vie des barons comtois de cette époque. L’un d’entre eux, Jacques d’Arguel, se signale par ses méfaits et exactions envers les marchands qui passent sur ses terres. Il est associé à la « légende de la comète du sire d’Arguel ».
En 1336, Jacques d'Arguel est vaincu par les barons comtois en lutte contre Eudes IV,  duc et comte de Bourgogne et le château est incendié. 
Parr testament de 1306, la seigneurie d’Arguel était passée aux mains de la famille de Chalon. Louis de Chalon, prince d’Orange fait restaurer le château entre 1430 et 1450.
Malgré l'héroïsme de Jeanne-Claude Boituset, épouse du capitaine Duchesne qui commande la place, le château d'Arguel est pris par Condé et démantelé sur ordre de Louis XIV, à la suite du siège de Besançon en 1668.
En 1827, subsistaient encore un caveau voûté, des vestiges de murailles et les traces des fossés de l'enceinte.

## Description
Il ne demeure aujourd'hui que quelques ruines peu significatives : seules la base d'un mur d'enceinte et les entrées de pièces-basses sont visibles.

## Protection
Le périmètre du château fait partie du site inscrit par la DREAL Bourgogne-Franche-Comté : Château d'Arguel et grotte Saint-Georges

## Galerie

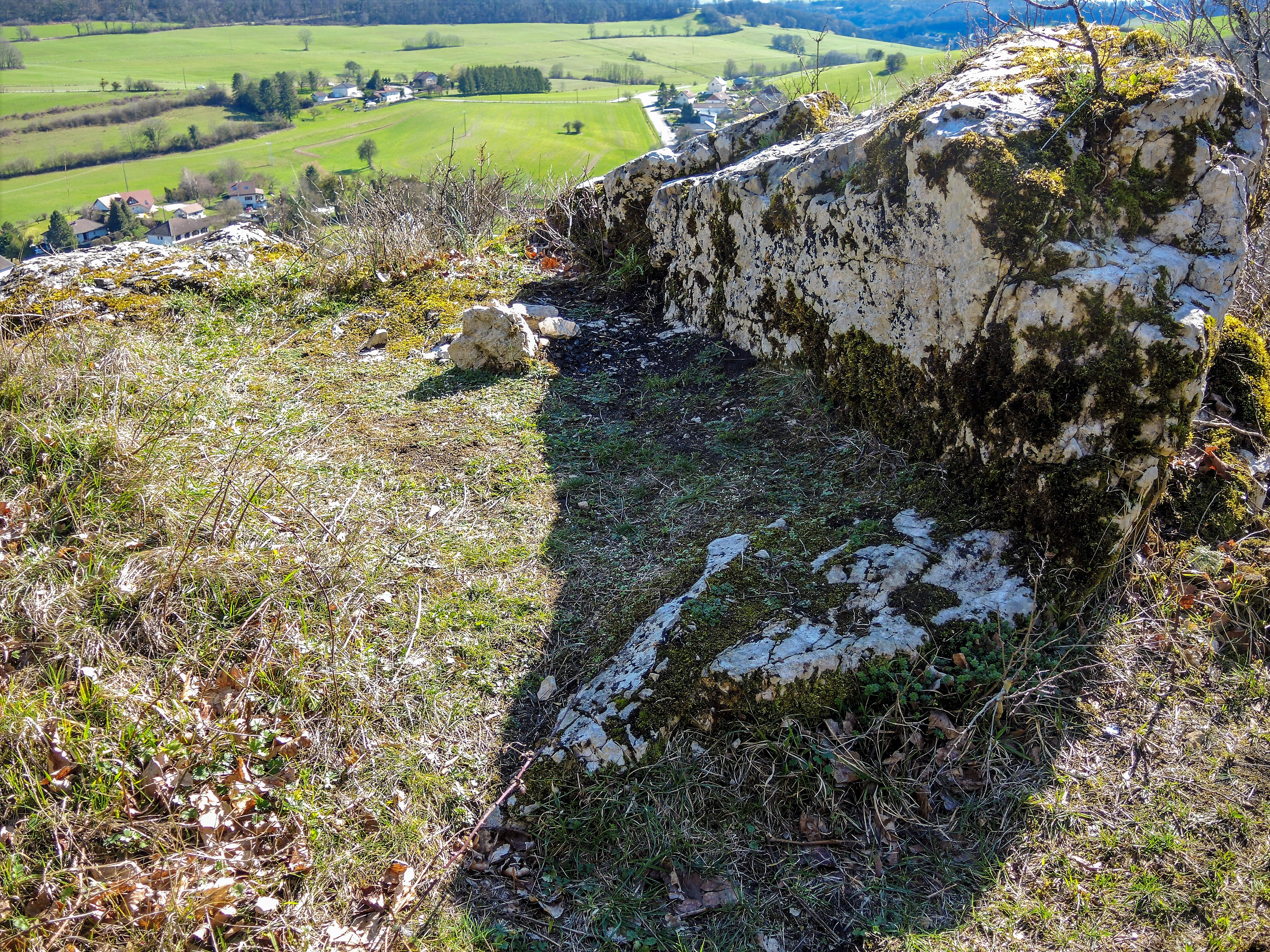
Emplacement de la tour est du chatel devant.
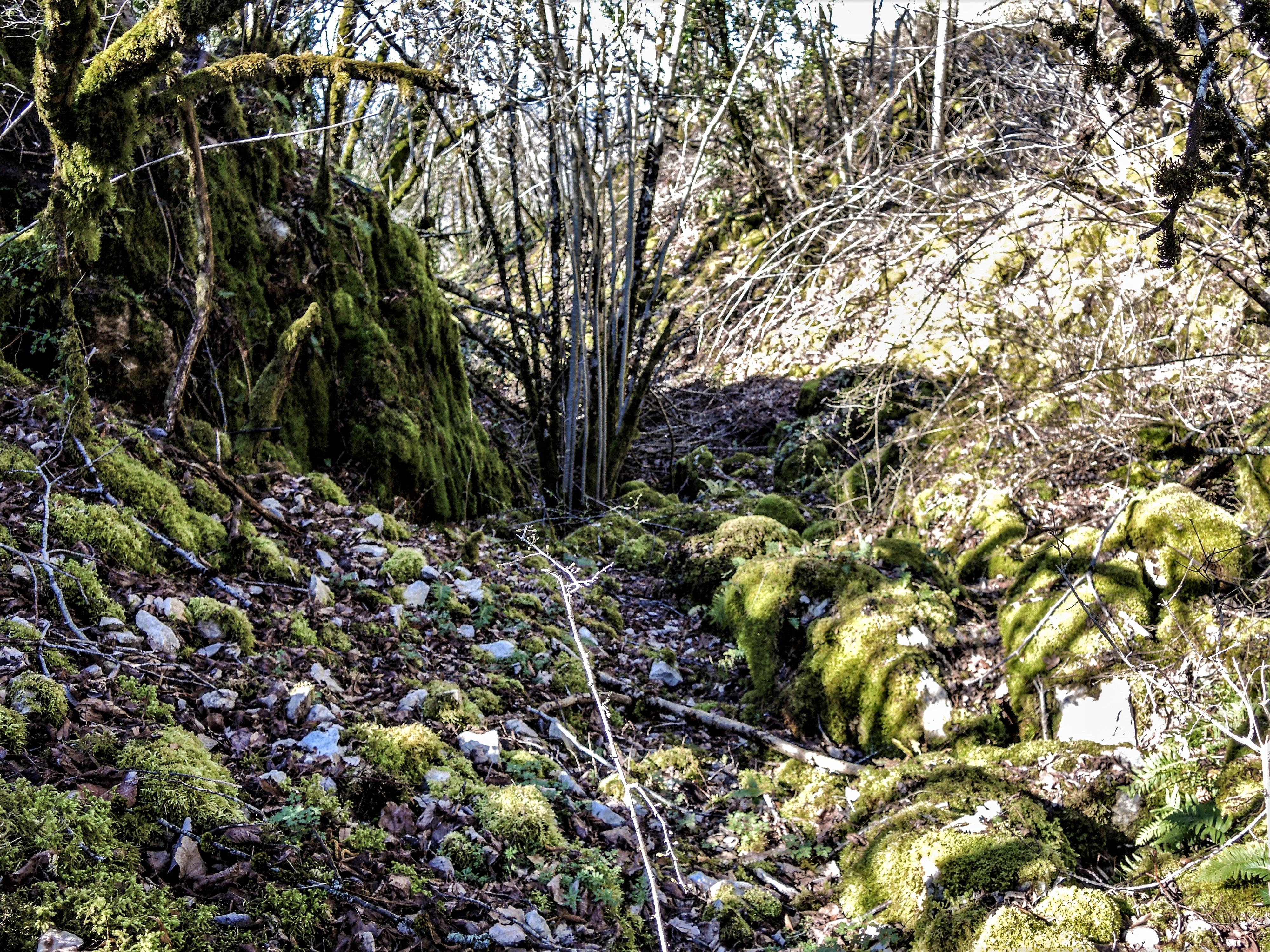
Fossé défensif entre châtel devant et chatel-derrière.
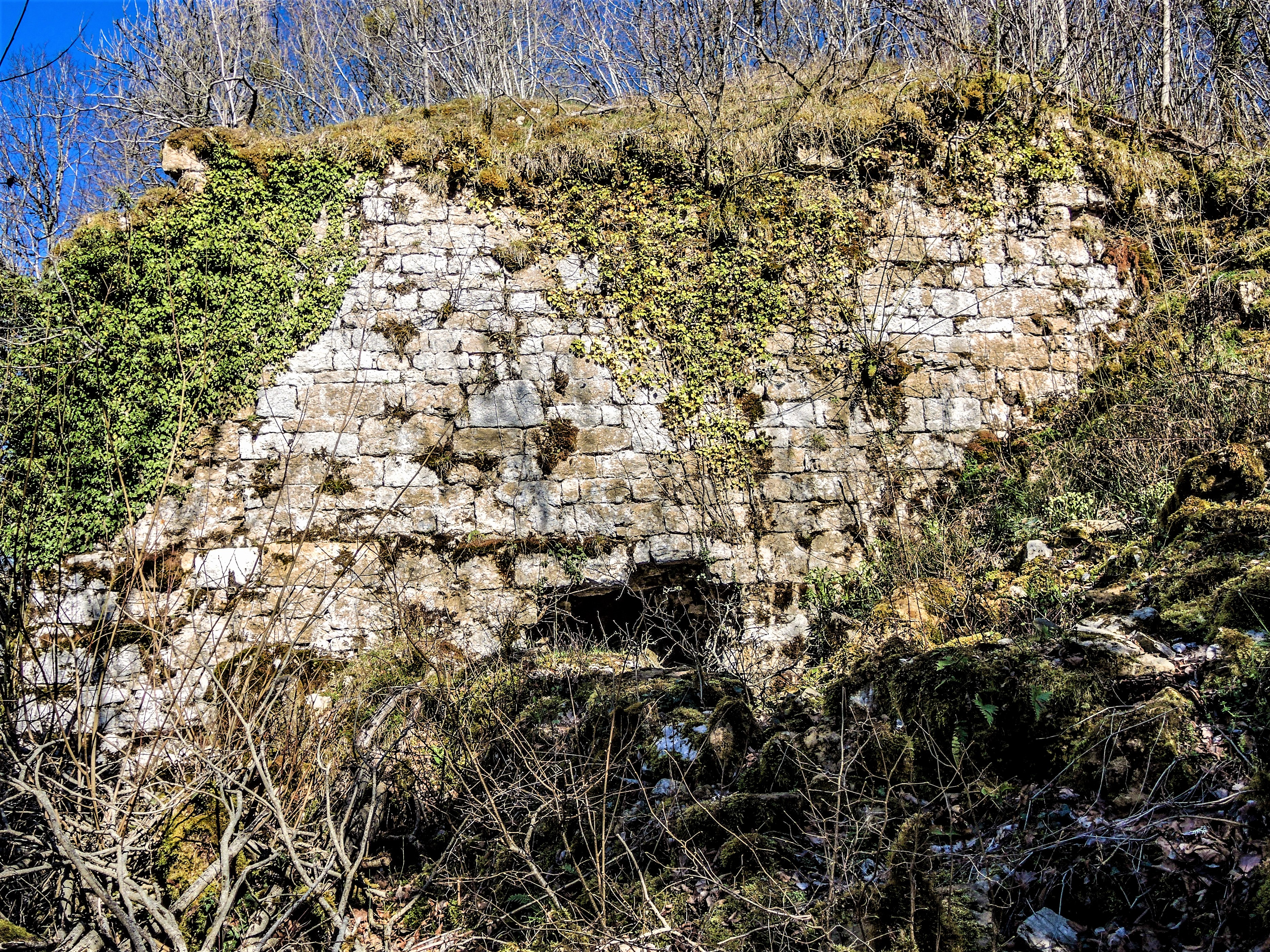
Muraille sud du châtel derrière.
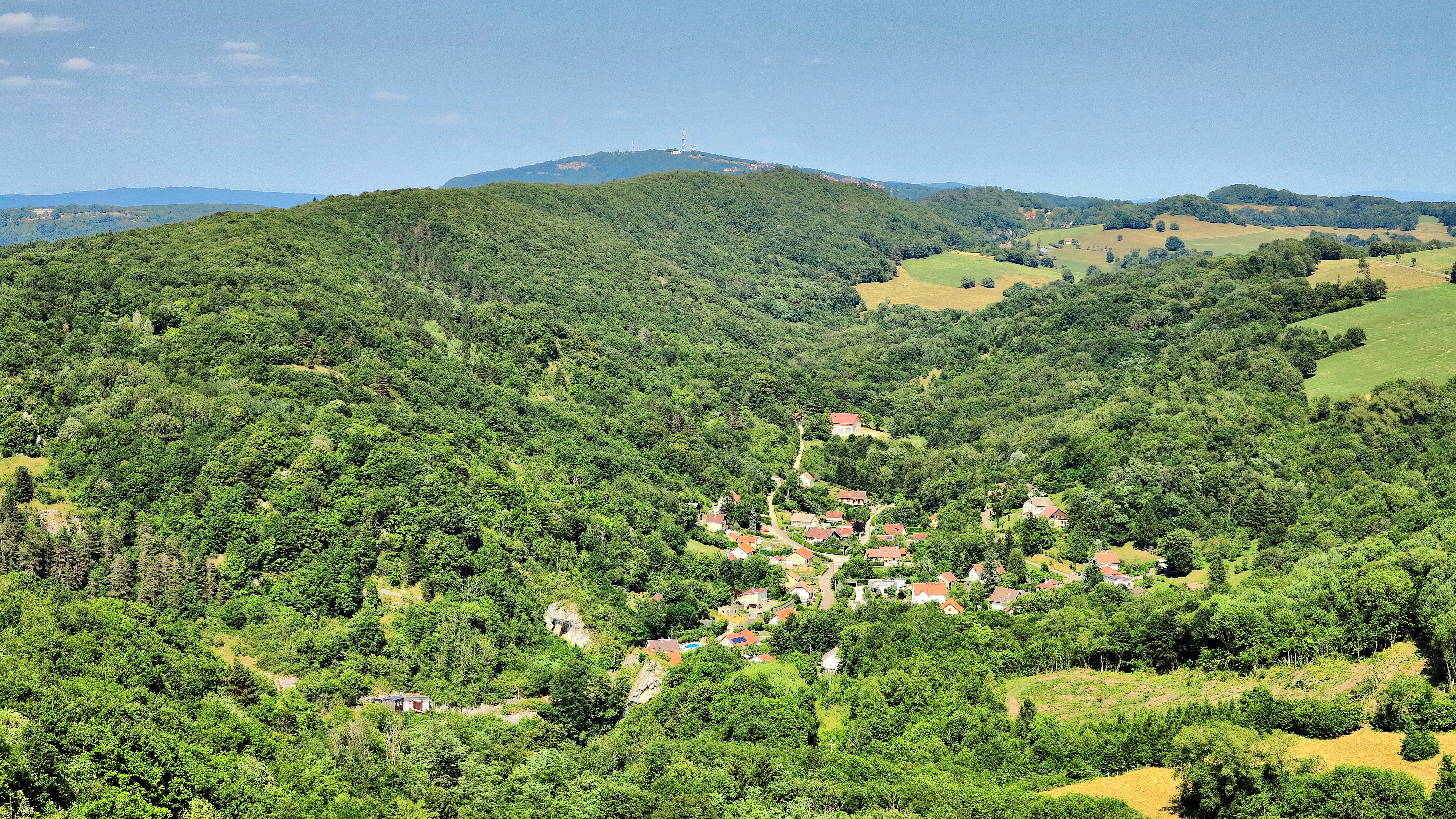
Vue depuis le belvédère du château d'Arguel.
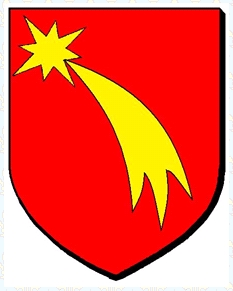
Blason des seigneurs d'Arguel